# 794 Irenaea
794 Irenaea este un asteroid din centura principală, descoperit pe 27 august 1914, de Johann Palisa.